# Adzuna
Adzuna é uma ferramenta de busca de vagas de emprego com sede no Reino Unido que opera em 16 países. O site agrega anúncios de vaga de emprego dos maiores portais de emprego da internet.

## Características do produto
Como outros agregadores de vagas de emprego, a Adzuna reúne vagas de grandes sites de empregos, sites especializados, jornais e publicações regionais em uma só base de dados. 
O site lista mais de 1 milhão de vagas no Reino Unido A grande base de dados coletada pelo serviço, permitiu a empresa divulgar um grande número de estatísticas sobre tendências no mercado de trabalho.
Em Novembro de 2012, foi noticiado que os dados dos mercados de trabalho e imobiliário da Adzuna são utilizados pelo "Number 10 Dashboard", um aplicativo construído pelo governo britânico para manter o Primeiro Ministro David Cameron e outros funcionários do governo atualizados em indicadores sócio-econômicos.
Em Abril de 2013, a Adzuna anunciou o lançamento de sua ferramenta de pesquisa em cinco países adicionais, Alemanha, Canadá, África do Sul, Austrália e Brasil. Em Janeiro de 2014, a empresa expandiu suas operações para França, Holanda, Polônia, Rússia e Índia. Consolidando sua presença nas maiores economias da Europa e em quatro países da zona BRICS.

## História
Adzuna foi fundada em 2011 por Andrew Hunter e Doug Monro, empreendedores que construíram outras grandes empresas da internet, como os sites Gumtree e Zoopla. O site foi lançado em abril de 2011 depois de uma rodada de investimentos de 300 mil libras do grupo Passion Capital e investidores anjo, seguido de um lançamento público em Julho de 2011. Em Janeiro de 2012, a Adzuna anunciou uma nova rodada de investimentos de 500 mil libras da Index Ventures e The Accelerator Group para expansão internacional e em outras verticais. Em Abril de 2013, a Adzuna raised a further £1M from the same investors.